# Gharib (Pferd)
Gharib (* 1. April 1965 in Kairo; † Herbst 1990 in Gomadingen) war ein Arabisches Vollblut und als Deckhengst im Haupt- und Landgestüt Marbach aufgestellt.
Gharib wurde auf dem ägyptischen Staatsgestüt El Zahraa geboren. Dort fiel er im Alter von fünf Jahren dem damaligen Leiter des Haupt- und Landgestüts Marbach Landoberstallmeister Dr. Georg Wenzler auf. Er erwarb ihn und brachte ihn nach Marbach.

## Zuchtlaufbahn
Im Gegensatz zu seiner Zeit in Ägypten wurde er in Marbach für die Zucht eingesetzt. Als Hauptbeschäler zeugte er Nachkommen, die in unterschiedlichen Disziplinen wie Schauen, Springreiten, Dressurreiten, Distanzreiten und -fahren erfolgreich waren. Außerdem konnte Gharib eine eigene Württemberger sowie eine eigene Trakehner Hengstlinie begründen. Letzteres gelang bisher keinem anderen Vollblutaraberhengst in der Nachkriegszeit mehr.
Viele seiner männlichen Nachkommen wurden gekört und bestanden die anschließende Hengstleistungsprüfung erfolgreich, so dass sie ebenfalls für die weitere Zucht zur Verfügung standen.
Relativ unerwartet starb er im Alter von 25 Jahren an Herzversagen während des Auslaufes auf der Koppel.

## Arabofriesen
In den 1970er Jahren erkannten einige Viererzugfahrer mit Friesengespannen, dass sie im internationalen Fahrsport, insbesondere beim Marathonfahren, mit ihren Friesen gegenüber Warmblütern nicht mehr konkurrenzfähig waren. Die Friesenzucht hatte enge Flaschenhälse hinter sich (1910 gab es nur noch vier Deckhengste, um 1970 stand die Rasse erneut vor dem Aussterben), dadurch war wertvolles Genmaterial verloren gegangen und der Inzuchtkoeffizient war relativ hoch. Einige Züchter beschlossen ihre Friesen mit Arabern zu veredeln. Gharib wurde aufgrund seiner Eigenschaften (gute Grundgangarten, großrahmiger, reinerbiger Rappe, keine Abzeichen, bis auf eine kleine Flocke, asile Abstammung, original ägyptischer Araber) als Veredelungshengst ausgewählt, so dass er zum Stammvater der neu entstandenen Rasse der Arabofriesen wurde.